# Санс дель Рио, Хулиан
Хулиан Санс дель Рио (исп. Julián Sanz del Río; 16 мая 1814, Торреаревало, Сориа, Кастилия-Леон, Испания — 12 октября 1869, Мадрид) — испанский философ, педагог, последователь, переводчик и пропагандист немецкого философа Карла Кристиана Фридриха Краузе.
Образование получил в университетах Парижа, Гейдельберга и Гранады. Завоевал репутацию в Испании. Вёл широкую педагогическую деятельность в университетах Испании. Был профессором Мадридского университета.
Видный представитель «краузизма» в Испании.
Понимал философию в сократическом смысле как метод и инструмент личного совершенствования. Оказал влияние на ряд испанских философов, в частности, на Франсиско Хинера де лос Риоса.
Повлиял на дальнейшее развитие испанской общественной и философской мысли.
Похоронен на гражданском кладбище Мадрида.

## Избранные труды
- Lecciones sobre el sistema de Filosofía analítica de К. Ch. F. Krause, Md, 1850,
- Sistema de la filosofía (1860),
- El ideal de la Humanidad para la vida, Md, 1860,
- Lecciones sobre el sistema de la filosofía (1868),
- Segunda parte. Síntesis, Md, 1874,
- Análisis del pensamiento racional (1877)